# KROQ 위니 로스트
KROQ 위니 로스트(KROQ Weenie Roast)는 1993년부터 미국 캘리포니아주 로스앤젤레스에 있는 KROQ 106.7 록 음악 전문 라디오 방송국에서 개최하는 미국 최대의 연례 정기 조인트 록 음악 콘서트 투어이다.

## 라인업
| 일자            | 라인업 |
| --------------- | --- |
| 1993년 6월 12일 | 테런스 트렌트 다비, 드라마라마, 진 블로섬스, 레몬헤즈, 스웨이드, 포지스, 로켓 프롬 더 크립트, Bettie Serveert, 스톤 템플 파일럿츠, 더 더, X |
| 1994년 6월 11일 | 아프간 휘그스, 벡, 캔들박스, 카운팅 크로우스, Frente!, 그린 데이, 제임스, 오프스프링, 오잉고 보잉고, 페이브먼트, 프리텐더스, 롤린스 밴드, The Violent Femmes                                                                                         |
| 1995년 6월 17일 | 베터 댄 에즈라, 부시, 엘라스티카, 홀, 레이지 어게인스트 더 머신, 레이먼스, 랜시드, 소울 어사일럼, 스펀지, 서브라임, 매슈 스위트, 스로잉 뮤지스, 화이트 좀비                                                                                          |
| 1996년 6월 15일 | 에버클리어, 푸 파이터스, 퓨지스, 가비지, 골드핑거, 키스, 콘, 러시, 노 다웃, 레드 핫 칠리 페퍼스, 311, 버브 파이프 |
| 1997년 6월 14일 | 블러, 케미컬 브라더스, 큐어, 에코 앤드 더 버니멘, 푸 파이터스, 마이티 마이티 보스톤스, 오아시스, 오프스프링, 라디오헤드, 릴 빅 피시, 소셜 디스토션, 스쿼럴 넛 지퍼스, 서드 아이 블라인드, 월플라워스                                                 |
| 1998년 6월 20일 | 빅 배드 부두 대디, 블링크-182, 체리 파핑 대디스, 크리드, 크리스털 메소드, 데프톤스, 에버클리어, 그린 데이, 하비 데인저, 매드니스, 마시 플레이그라운드, 오조매틀리, 프로디지, 세이브 페리스, 서드 아이 블라인드                                       |
| 1999년 6월 19일 | 블링크-182, 프리스타일러스, 키드 록, 림프 비즈킷, 릿, 라이브, 리빙 엔드, 로 피델리티 올스타스, 메탈리카, 모비, 오지, 페니와이즈, 레드 핫 칠리 페퍼스, 스매시 마우스, 슈거 레이                                                                       |
| 2000년 6월 17일 | 크리드, 사이프레스 힐, 에버클리어, 갓스맥, 인큐버스, 콘, 림프 비즈킷, 릿, 모비, 노 다웃, 오프스프링, 오지 오즈번, 스톤 템플 파일럿츠, 서드 아이 블라인드                                                                                             |
| 2001년 6월 23일 | 블링크-182, 콜드플레이, 크레이지 타운, 컬트, 디스터브드, 제인스 어딕션, 린킨 파크, 리빙 엔드, 뉴 파운드 글로리, 페니와이즈, 파파 로치, 스태빙 웨스트워드, 스테인드, 스톤 템플 파일럿츠, 섬 41, 311                                                   |
| 2002년 6월 15일 | 배드 릴리전, 후바스탱크, 인큐버스, 잭 존슨, 지미 이트 월드, 모비, 뉴 파운드 글로리, P.O.D., 파파 로치, 퍼들 오브 머드, 스트록스, 시스템 오브 어 다운, 언리튼 로, 바인스, The Violent Femmes, 롭 좀비                                                 |
| 2003년 6월 14일 | AFI, 아타리스, 블러, 셔벨, 데프톤스, 핀치, 푸 파이터스, 갓스맥, 굿 샬럿, 핫 핫 히트, 인터폴, 제인스 어딕션, 레스 댄 제이크, 리엄 린치, 스테인드, 섬 41, 스라이스, 트랜스플랜츠, 유즈드, 화이트 스트라입스, 피트 욘                                   |
| 2004년 6월 12일 | 배드 릴리전, 비스티 보이스, 사이프레스 힐, 하이브스, 후바스탱크, 더 킬러스, 모디스트 마우스, 뉴 파운드 글로리, 스토리 오브 더 이어, 스트록스, 벨벳 리볼버, 예 예 예스, 옐로카드, 뮤즈                                                                |
| 2005년 5월 21일 | 알칼라인 트리오, 오디오슬레이브, 블록 파티, 브레이버리, The Dead 60s, 푸 파이터스, 핫 핫 히트, 인터폴, 지미 이트 월드, 더 킬러스, 마스 볼타, 머틀리 크루, MxPx, 마이 케미컬 로맨스, 퀸스 오브 더 스톤 에이지, 트랜스플랜츠                           |
| 2006년 5월 13일 | 아카데미 이즈..., AFI, 앤젤스 앤드 에어웨이브스, 아트레이유, 대시보드 컨페셔널, 데이브 그롤, HIM, 대미언 말리, 매치북 로맨스, 마티스야후, 패닉! 앳 더 디스코, 레드 핫 칠리 페퍼스, 롭 좀비, 록 킬스 키드, 쉬 원츠 리벤지, 테이킹 백 선데이, 울프마더 |
| 2007년 5월 19일 | 30 세컨즈 투 마스, 팀 암스트롱, 배드 릴리전, 브레이버리, 인큐버스, 인터폴, 콘, 린킨 파크, Peter Bjorn and John, 플레인 화이트 티스, 퀸스 오브 더 스톤 에이지, 라이즈 어게인스트, 실버선 픽업스, 소셜 디스토션, 타이거 아미                           |

## 같이 보기
- KROQ
- HFStival
- 펜타포트 락 페스티벌
- 서머소닉